# وي جين
وي جين (بالصينية: 卫晋) هو سياسي صيني، ولد في 1 أكتوبر 1959 في لينفن في الصين. حزبياً، نشط في الحزب الشيوعي الصيني (سبتمبر 1978 – ).